# Sörsjön (Slätthögs socken, Småland)
Sörsjön är en sjö i Alvesta kommun i Småland och ingår i Mörrumsåns huvudavrinningsområde. Sjön har en area på 0,262 kvadratkilometer och ligger 190 meter över havet. Vid provfiske har abborre, braxen, gädda och mört fångats i sjön.

## Delavrinningsområde
Sörsjön ingår i det delavrinningsområde (631378-142253) som SMHI kallar för Mynnar i Lekarydsån. Medelhöjden är 184 meter över havet och ytan är 74,02 kvadratkilometer. Det finns inga avrinningsområden uppströms utan avrinningsområdet är högsta punkten. Tvärån som avvattnar avrinningsområdet har biflödesordning 3, vilket innebär att vattnet flödar genom totalt 3 vattendrag innan det når havet efter 99 kilometer. Avrinningsområdet består mestadels av skog (67 %) och jordbruk (17 %). Avrinningsområdet har 0,47 kvadratkilometer vattenytor vilket ger det en sjöprocent på 0,6 %.